# Agrilinus rufus
Agrilinus rufus é uma espécie de insetos coleópteros polífagos pertencente à família Aphodiidae.
A autoridade científica da espécie é Moll, tendo sido descrita no ano de 1782.
Trata-se de uma espécie presente no território português.